# عنتر یحیی
عنتر یحیی (عربی: عنتر يحيى؛ زادهٔ ۲۸ مارس ۱۹۸۲) یک بازیکن فوتبال اهل فرانسه-الجزایر است.